# Ensign N177
La Ensign N177 è una monoposto di Formula 1, costruita dalla scuderia inglese Ensign per partecipare al campionato mondiale di Formula Uno del 1977 e utilizzata per tre anni fino alla stagione 1979. Progettata da Dave Baldwin e Mo Nunn, era alimentata da un motore Cosworth DFV V8. La vettura, guidata da Clay Regazzoni, andò a punti in 5 Gran Premi.